# Сау, Марко
Марко Сау (итал. Marco Sau; 3 ноября 1987, Соргоно, Италия) — итальянский футболист, нападающий.

## Биография

### Клубная карьера
Является воспитанником сардинского футбола. С 2007 года выступает за футбольный клуб «Кальяри» из одноимённого города.
В течение пяти лет, начиная с 2007 года, отдавался в аренду различным итальянским клубам, в числе которых были «Манфредония», «Альбинолеффе», «Лекко», «Фоджа», «Юве Стабия».
С сезона 2012/13 Серии А является игроком основного состава «Кальяри». В первом сезоне за сардинский клуб забил 12 мячей, в том числе два гола в ворота «Интернационале».
В январе 2019 года перешел в «Сампдорию».

### Международная карьера
В сборной Италии дебютировал 31 мая 2013 года в матче со сборной Сан-Марино, выйдя на замену во втором тайме.